# Johann Konrad Kern
Johann Konrad Kern, noto anche come Johann Conrad Kern (Berlingen, 11 giugno 1808 – Zurigo, 14 aprile 1888), è stato un avvocato, diplomatico e politico svizzero.
Fu il politico del canton Turgovia più importante del cosiddetto periodo della Rigenerazione. Sul piano nazionale, assieme ad Alfred Escher fu uno dei membri più influenti dell'Assemblea federale, ed è considerato il fondatore della diplomazia professionale svizzera.

## Biografia

### Studi e inizio carriera

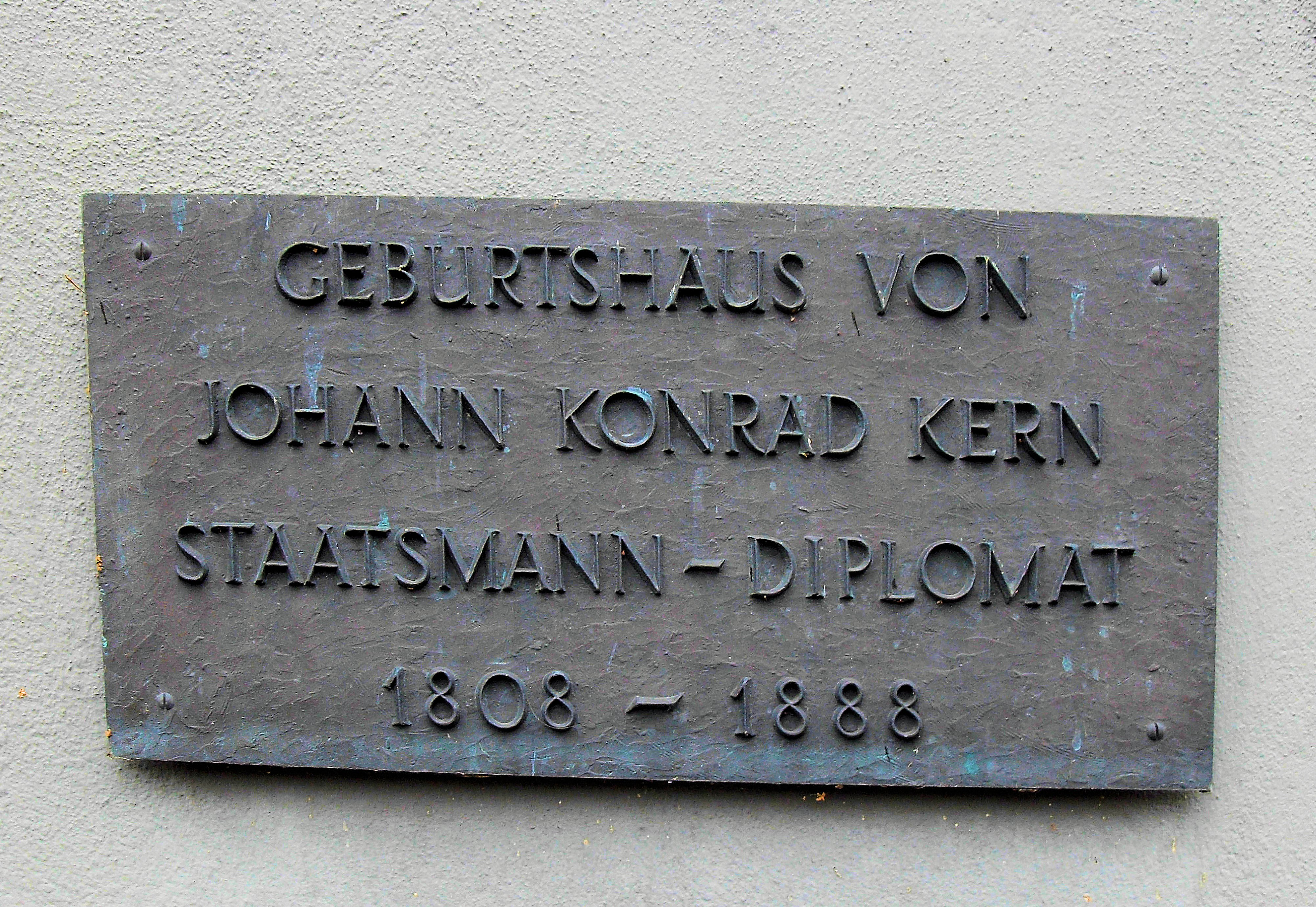
Targa commemorativa della casa natale di Kern a Berlingen

Figlio di Christian Kern, agricoltore e commerciante di vini, dopo la scuola latina a Diessenhofen e il Carolinum a Zurigo, studiò teologia a Basilea nel 1826 e dal 1827 al 1830 diritto a Basilea, Berlino e Heidelberg, diventando dottore in giurisprudenza a Heidelberg nel 1830. Aprì uno studio di avvocatura a Berlingen nel 1831 e uno a Frauenfeld nel 1834. Nel 1834 sposò Aline Kern-Freyenmuth, figlia di Johann Conrad Freyenmuth. Grazie al patrimonio della moglie e all'abile conduzione dei suoi affari, raggiunse un'indipendenza economica che gli consentì di dedicarsi quasi esclusivamente alla vita politica.

### Attività politica
Iniziò la carriera dal 1832 al 1853 quale deputato al Gran Consiglio turgoviese, che presiedette nove volte. Membro del Consiglio dell'educazione dal 1832 al 1852, che presiedette dal 1835 al 1852, nel 1853 fu il principale promotore e cofondatore della scuola cantonale. Giudice cantonale e presidente della commissione cantonale di giustizia, insieme agli altri due membri di quest'ultima, Johann Baptist von Streng e Johann Melchior Gräflein, costituì il cosiddetto triumvirato, che dal 1837 al 1850 influì in modo decisivo la scena politica turgoviese. Fu Consigliere di Stato dal 1849 al 1853, fondatore e presidente della Banca ipotecaria di Turgovia (Thurgauische Hypothekenbank) dal 1850 al 1858 e presidente nei periodi 1837-1840 e 1850-1853 della Società di utilità pubblica turgoviese (Thurgauischen Gemeinnützigen Gesellschaft).
La sua carriera politica non si limitò all'ambito cantonale, ma proseguì anche sul piano federale. Nei periodi 1833-1838, 1840-1842 e 1845-1848 fu inviato turgoviese alla Dieta federale, e nel 1833 si oppose con fermezza all'estradizione del futuro imperatore Napoleone III, richiesta dai Francesi. Accanto a Jonas Furrer, ebbe un ruolo centrale quale capo della maggioranza liberale nella Dieta federale. Membro della cosiddetta commissione dei Sette, incaricata di trovare una soluzione al conflitto del Sonderbund, il 4 novembre 1847 presentò in qualità di relatore la richiesta di intervento armato contro il Sonderbund. Acquisì meriti particolari partecipando alla redazione della Costituzione federale del 1848.
Fu deputato al Consiglio nazionale dal 1848 al 1854, di cui fu presidente nel 1850-1851, e Consigliere agli Stati dal 1855 al 1857, rinunciando tuttavia a candidarsi al Consiglio federale. Fu inoltre giudice federale dal 1848 al 1854, e presidente del tribunale federale dal 1848 al 1850.

### Carriera professionale e diplomatica

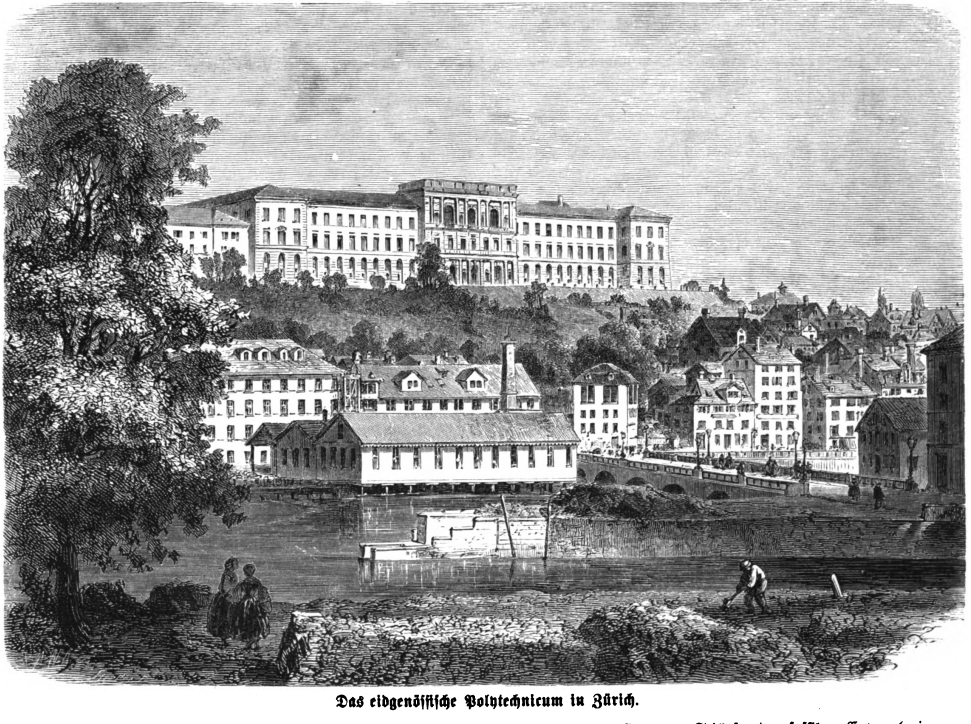
Illustrazione del Politecnico federale di Zurigo, 1864

Divenne primo presidente del Consiglio dei Politecnici federali dal 1854 al 1857, battendosi per la creazione e lo sviluppo del Politecnico federale di Zurigo, poi fondato nel 1855. La presenza nell'ateneo di numerosi docenti di spicco, fortemente voluta da Kern, creò i presupposti per la futura rinomanza scientifica dell'istituto.
Fu direttore e membro del consiglio di amministrazione della Ferrovia del Nord-Est (Schweizerischen Nordostbahn-Gesellschaft) dal 1853 al 1857. Compì i primi passi in ambito internazionale in qualità di inviato straordinario della Svizzera a Vienna nel 1848. In occasione dell'affare di Neuchâtel, mostrò grande abilità quale rappresentante diplomatico speciale della Svizzera nelle trattative a Parigi. Nominato nel 1857 ambasciatore straordinario e ministro plenipotenziario della Svizzera a Parigi dal Consiglio federale, ricoprì questa importante carica diplomatica fino al 1883. Nel 1852 ottenne la cittadinanza onoraria di Frauenfeld e nel 1857 quella di La Chaux-de-Fonds.